# レムス人
レムス人（レムスじん、英: Reman）は『スタートレック』シリーズに登場する架空のヒューマノイド型異星人。母星はリーマス（またはレムス）である。
- 初登場は劇場版『ネメシス/S.T.X』。『スタートレック:エンタープライズ』では要人の護衛として登場。
- ロミュラン星間帝国の支配下にある種族で二級市民であり、実質的には奴隷的扱いを受けている。
- 肌は灰白色、耳は尖っていて頭髪がなく、鋭い歯や爪をもっている。暗所で暮らしている為明るい環境は好まない。
- 剽悍な戦士として知られ、ドミニオン戦争では最前線に配置された。また、ある種のテレパシー能力を持つ者もいる。
- 遮蔽したまま戦闘を行えるほど高性能な戦艦シミターを独自に建造したり、セラロン放射線を兵器として扱うほどの高度な技術力を持つ。
- またシリーズ中の映像作品においては、レムス人の個々の人名も一切出ていない。

## 歴史
年代は地球の西暦を基準とする。
- 紀元前3世紀頃、ロミュラン人の支配下に入る。
- 2373年から2375年、ドミニオン戦争に参加。
- 2379年、シンゾンに率いられてクーデターを起こし帝国首脳部の実権を掌握、さらに惑星連邦の中枢を急襲しようとするも失敗。

## 代表的なレムス人
シンゾン（トム・ハーディ、日本語吹替は猪野学）
2379年にクーデターを起こしロミュラン総督の地位についたレムス戦士。人種的には地球人で、宇宙艦隊への浸透工作のために造られたジャン＝リュック・ピカード大佐のクローンである。短期間で急激に老化するよう設計されており、本物のピカードと同じ肉体年齢になったところで入れ替わる予定だったが、計画自体が中止されたため幼くしてレムス星のダイリチウム鉱山へ送られた。鉱山ではのちの副官となるレムス人男性に拾われて育てられ、長じてレムス兵となり、指揮官として参加した12の戦闘全てで勝利した。自身の境遇の元凶となったロミュランや惑星連邦、特にピカードを激しく憎悪し地球人を根絶すべくシミターで地球へ向かうが、バッセン断層でU.S.S.エンタープライズEとヴァルドア級ウォーバードに阻まれる。激戦の末、シミターのブリッジに侵入してきたピカードと戦って敗れ、死亡する。
副総督（ロン・パールマン、日本語吹替は廣田行生）
2379年のクーデターに際しシンゾンの副官を務めたレムス戦士。元はレムス星のダイリチウム鉱山で働かされていた奴隷で、ロミュラン人の看守に虐待されていた幼いシンゾンを庇い、彼を強靭な戦士に育て上げた。テレパシー能力を持つ。バッセン断層の戦いにおいて侵入部隊を率いU.S.S.エンタープライズEに乗り込むが、迎撃に現れたウィリアム・T・ライカー中佐と一対一で戦って敗れ、死亡する。
オビセク（声：エリック・ニューサム）
ロミュランからの独立を目指すレジスタンス組織の指導者。長年に渡りタルシアーによる激しい弾圧を受け苦戦を強いられていたが、2409年、宇宙艦隊の支援を得てタルシアーの拠点であるブレア星系を陥落させ、ついに同胞に自由をもたらす。『Star Trek Online』に登場。